# جولیتا نورما گاسمن
جولیتا نورما گاسمن (انگلیسی: Julieta Norma Fierro Gossman؛ زادهٔ ۲۴ فوریهٔ ۱۹۴۸) اخترفیزیک اهل مکزیک است.
وی همچنین برندهٔ جوایزی همچون مدرک افتخاری شده‌است.